# Balthasar Harres
Balthasar Harres (* 22. November 1804 in Darmstadt; † 16. August 1868 in Bingen) war ein deutscher Architekt und Baumeister.

## Leben
Carl Balthasar Harres wurde 1804 als Sohn des Maurermeisters Carl Harres (1774–1813) in Darmstadt geboren. Er besuchte das Pädagog in Darmstadt und anschließend die Landesuniversität Gießen. Harres soll Schüler von Karl Friedrich Schinkel und Vinzenz Fischer-Birnbaum gewesen sein. 1837 wurde Harres zum Bauinspektor in Coburg ernannt. Ab 1839 war er Stadtbauinspektor in Coburg, wo er das Herzogliche Hoftheater (1837–1840), heute „Landestheater Coburg“, und das Schloss Hohenfels im spätklassizistischen Stil erbaute.  
1841 kehrte er in seine Geburtsstadt zurück und lehrte das Bau- und Maschinenfach sowie Architektur an der Höheren Gewerbeschule, einer Vorgängereinrichtung der TH Darmstadt. Harres entwarf 1844 den Neubau am Kapellplatz, der von seinem Nachfolger im Amt des Stadtbaumeisters, Johannes Jordan, ausgeführt wurde. Er war 1853/54 Architekt des sog. Spanischen Turms (Darmstadt) am Rande von Darmstadt. Harres erbaute in Pfungstadt 1862 die Villa Büchner für den Unternehmer Wilhelm Büchner (Apotheker). 
Nach dem Tod von Edmund Külp leitete er von 1862 bis 1864 kommissarisch die Höhere Gewerbeschule in Darmstadt. Er engagierte sich für die Reorganisation der Einrichtung und erreichte im März 1868 die Zustimmung der Hessischen Landstände zur Einrichtung der Polytechnischen Schule in Darmstadt. 
Balthasar Harres wurde am 4. August 1868 pensioniert. Er starb wenige Tage nach seiner Pensionierung in Bingen. Er war mit Therese Müller aus Zwickau verheiratet. Aus der Ehe gingen mehrere Kinder hervor.

## Ehrungen
- 1859: Ernennung zum Baurat

## Veröffentlichungen
- 1856: Die Schule des Maurers, Leipzig.